# 卡斯蒂永战役
卡斯蒂永战役（英語： 法語：）是結束英法百年战争的關鍵战役，戰場在加斯科涅的多尔多涅河畔卡斯蒂永（今卡斯蒂永拉巴塔耶）。法军大獲全勝；英方在波爾多失陷後，除加来和海峽群島外，幾乎失去了全部法国领土。該戰是歐洲大型戰役中大量應用火砲取勝的早期案例。

## 背景
英法百年戰爭雖號稱百年，但實際上是指英格蘭與法蘭西在1337年至1453年期間，時戰時和，非連續的一系列軍事衝突，而非單一戰爭。1420年簽訂的特魯瓦條約規定法王查理六世死亡後，應由英王亨利五世及其後代繼承王位，但因1422年英、法兩方國王短時間內相繼過世而局勢遽變，於是展開了英法百年戰爭最後一個階段的衝突。英國史學家安妮·庫里（Anne Curry）把這爭奪法蘭西王位的最後階段稱作特魯瓦條約戰爭。
1451年法蘭西國王查理七世的軍隊佔領波爾多以後，百年戰爭已接近尾聲。英格蘭此時專注補強其僅剩領地的防禦，其中包括與不列顛島隔海而望的加來。然而，波爾多的市民在經歷金雀花王朝三百多年的統治以後，以英格蘭君主的臣民自居，於是派遣使者要求亨利六世收復該省。
1452年10月17日，名將什魯斯伯里伯爵約翰·塔爾博特率三千人登陸波爾多近處的海岸，雖然據傳他當時已有75或80歲，但就考據應為66歲。他與當地居民合作，在10月23日即控制波爾多。英軍在年底前控制了大部分的西加斯科涅地區。法軍雖然探知英軍有派軍遠征，但以為會在諾曼第地區登陸。英方奇襲成功後，查理七世在冬季整備軍隊，並在1453年初準備就緒，開始還擊。

## 戰役前夕
查理七世率領三支軍隊分別向波爾多進軍，塔爾博特的第四個兒子利勒子爵約翰（John Talbot, 1st Viscount Lisle）向他提供3000人的增援。法軍在7月8日對卡斯蒂永發動圍城。塔爾博特放棄原訂在波爾多等待增援的計畫，向城鎮指揮官請求出動解圍。
法軍是由委員會進行指揮，但是實際上進行陣地部署的人是查理七世的炮術士讓·布羅，他的部署使法軍火炮威力最大化。在防禦方面，比羅的軍隊將火炮陣地建立在卡斯蒂永的炮擊範圍外。根據英國史學家德斯蒙德·苏厄德的研究，這個火炮陣地是由戰壕以及由樹幹補強的土牆構成。它最大的特色在於不規則、波浪狀的壕溝與土牆，可以使火炮對任何攻擊者進行縱射。整個陣地有至多300門不同規格的火炮，其中三面由戰壕及柵欄保護，第四面由利多瓦河岸（River Lidoire）的高堤保護。
塔爾博特在7月16日離開波爾多，他將主力部隊拋在後頭，僅率領500名披甲戰士與800名乘馬弓箭手於日落時抵達利布爾訥。隔日他們擊敗一小支駐紮在卡斯蒂永外修道院的法國弓兵分隊。塔爾博特原先的計畫是要等待增援部隊抵達，但他仍繼續將部隊向法軍陣地推進，認為增援會很快到達。

## 戰鬥
因為先前的勝利使英軍士氣高漲，加上收到法軍正在撤退的消息，塔爾博特將他的部隊持續向前線推進。但是鎮民報告中法軍撤退的煙塵實際上是隨軍人員在開戰前離開所造成的。
英軍因此正面遭遇法軍的主力部隊。即便處在不利的地理位置，塔爾博特依舊指揮他的部下繼續戰鬥。英國史學家A.J.波拉德認為塔爾博特有勇無謀的行為是因為他在意識到法軍的優勢前便已經派出部隊戰鬥，而他的尊嚴與榮耀可能蒙塵。塔爾博特成為唯一在戰場中乘馬作戰的人，加上先前在諾曼地被俘，法軍釋放他的條件，使塔爾博特並未披甲就上陣。
英國史學家大衛·尼科爾指出，這場戰役本身因為是法軍的野戰炮鎮對上英軍冷兵器的衝突，在當時極具特色。在很多方面上這場戰役都很像克雷西戰役，只是雙方的立場交換。法軍的火炮殲滅了前進的士兵，根據報告每發砲彈可以殺死六名敵人。塔爾博特的增援抵達並加入戰鬥，但只能遭逢同樣的下場。即便戰情對英軍極為不利，戰鬥仍持續了一個小時，直到布列塔尼公爵彼得二世率領布列塔尼騎兵衝入英軍右翼而迫使他們撤退。
最終法軍擊潰了英軍，塔爾博特和他的兒子死於這場戰鬥。塔爾博特陣亡的實際情形仍有爭議，但似乎是塔爾博特的馬被炮彈擊中，將他壓倒在地上，隨後一名法軍弓手用斧頭將他殺害。他的死亡和三個月後被法軍收復的波爾多，有效的結束英法百年戰爭。

## 影響
隨著塔爾博特的死亡，英國失去在加斯科涅的統治權，而法軍在1453年10月19日重奪波爾多。雖然對雙方並未意識到，但這一階段的衝突已經結束。就後設的觀點來說，這場戰役成為歷史的重要轉捩點，被認為是百年戰爭時代的結束。
英王亨利六世在1453年後期喪失意识能力，這也引爆了英格蘭國內的玫瑰戰爭，有人推測亨利六世是因為得知卡斯蒂永的潰敗導致喪失心智。英格蘭王室失去所有歐陸上的領土，僅剩加萊港。這是英格蘭在法國領土上最後一塊地，在歷史上屬於諾曼第公國，從屬於法蘭西王國，最終在1558年陷落。百年戰爭後，英格蘭戰敗造成的弱化與創傷，使得英格蘭不敢在沒有強大盟友的支持下對法國發動攻擊。
一位卡斯蒂永戰役後的受害者是皮埃爾二世·德·蒙費朗（Pierre II de Montferrand），他的妻子是瑪莉·金雀花，貝德福德公爵的私生女，以及英王亨利六世的孫女。皮埃爾二世是法國騎士但為英國效命，英國戰敗後拒絕效忠法王於是被放逐至英國，但後來試圖潛回法國遭到逮捕，被帶到普瓦捷審判。判決有罪後，根據法王查理七世的特准詔令在1454年7月遭斬首並車裂，皮埃爾二世是查理七世統治期間少數已知因叛國罪而遭處死的貴族之一。

## 相關書目
- Curry, Anne. (1993). The Hundred Years War. New York: St. Martin's Press.
- Cutler, S.H. . Cambridge: Cambridge University Press. 1981. ISBN 0-521-23968-0.
- Eggenberger, David. . New York: Dover Publications. 1985  [7 July 2022]. ISBN 0-486-24913-1.
- Grummitt, David. . Rogers, Clifford J.  (编).  1. Oxford University Press. 2010.
- Lace, William W. (1994). The Hundred Years' War. San Diego: Lucent Books.
- Nicolle, David. (2012). European Medieval Tactics (2): New Infantry, New Weapons, 1260–1500. Botley: Osprey Publishing.
- Nolan, Cathal J. (编). .  1. Greenwood Press: 119. 2006.
- Green, David. . Yale University Press. 2014.
- Prestwich, Michael. . Bloomsbury Publishing. 2017.
- Pollard, A. J. (1983). John Talbot and the War in France, 1427–1453. Atlantic Highlands, NJ: Humanities Press, Inc.
- Richardson, Douglas. Everingham, Kimball G. , 编. . Baltimore, MD: Genealogical Pub Co. 2004. ISBN 0-8063-1750-7.
- Seward, Desmond. (1978). The Hundred Years War: The English in France, 1337–1453. New York: Atheneum.
- Wagner, John A. (2006). Encyclopedia of the Hundred Years War. Westport, CN: Greenwood Press.